# Mariano Rumor

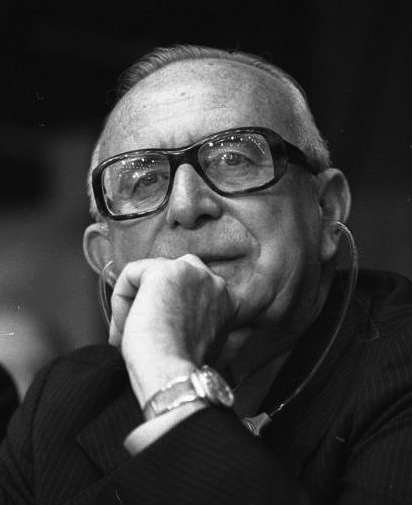
Mariano Rumor als Gast auf dem CDU-Bundesparteitag 1978

Mariano Rumor (* 16. Juni 1915 in Vicenza; † 22. Januar 1990 in Vicenza) war ein italienischer Politiker. Er war von 1968 bis 1970 sowie von 1973 bis 1974 Ministerpräsident von Italien.
1946 war er Mitglied der Verfassungsgebenden Versammlung; im Anschluss gehörte er bis 1979 der Abgeordnetenkammer an. Sein erstes Regierungsamt übernahm er 1959 als Landwirtschaftsminister, ehe er 1963 erstmals kurzzeitig Innenminister wurde; diese Position hatte er zwischen 1972 und 1973 noch einmal inne. Außerdem fungierte er von 1964 bis 1969 als Vorsitzender (segretario) der Democrazia Cristiana.
Zudem war er von 1974 bis 1976 in der Nachfolge von Aldo Moro Außenminister Italiens und als solcher Präsident des Ministerrats der Europäischen Gemeinschaften im zweiten Halbjahr 1975. Weiterhin war Rumor Präsident der Internationalen Union christlicher Demokraten. 1979 zog er sowohl in den italienischen Senat als auch in das erste Europaparlament ein.